# Rita Olivaes
Rita Pinto Leite Olivaes (Portugal, 1 de julho de 1938) é uma cantautora e escritora portuguesa. Foi uma das raras mulheres que fizeram parte do movimento das baladas do final da década de 60, em Portugal. Compôs para vários artistas, entre eles: António Mourão, António Sala, Lara Li e Simone de Oliveira.

## Biografia
Rita Pinto Leite Olivaes nasceu a 1 de julho de 1938. Era irmã de José Pedro Pinto Leite que, entre 1969 e 1970, liderou a  Ala Liberal na Assembleia Nacional.  Estudou na Faculdade de Letras da Universidade de Lisboa onde foi aluna do poeta David Mourão-Ferreira.  Ao lado de Ana Maria Teodósio, foi das poucas mulheres a fazer parte do movimento dos baladeiros que surgiu em Portugal no final da década de 60, e do qual faziam parte nomes como Francisco Fanhais, José Jorge Letria, Manuel Alegre e Manuel Freire. 
Paralelamente à sua carreira como cantautora, compôs para outros artistas, entre eles: António Pinto Basto, António Mourão, António Sala, Lara Li, Luz Sá da Bandeira e Teresa Silva Carvalho. Compôs canções para 5 edições do Festival RTP da Canção, onde dois temas seus alcançaram o quarto lugar.  O primeiro em 1972, com o tema Amor de Raiz cantado por João Braga;  e o segundo dois anos mais tarde, em 1974, onde o tema Bailia dos Trovadores foi cantado pelo Duo Ouro Negro. 
Dedica-se também à escrita, sendo autora das biografias Eu, Simone, Me Confesso e Eu fui este caminho: Clementina Pinto Leite. 

## Discografia
Entre a sua discografia encontram-se os discos: 
- 1969 - Noite do renascer, editado pela discográfica A Voz do Dono e gravado na Valentim de Carvalho
- 1968 - Oração de fim de dia, editado pela discográfica A Voz do Dono e gravado na Valentim de Carvalho

## Ligações Externas
- Arquivo RTP | Rita Olivaes entrevista por David Mourão-Ferreira no programa Ensaios (1970)
- Do Tempo dos Sonhos | Tema João dos Jornais